# زبادي
الزَّبَادِيُّ أو الرَّوْب أو اللبن الرائب: حليبٌ خمَّرتْه أنواع من بكتيريا حَمْض اللبن (البادئ-Starter)، لتُحوِّل سكر اللاكتوز إلى حامض اللاكتيك؛ فيكون طعم المنتج حامضاً، متماسك القوام، وهو من الأغذية الغنية جدًا بالعناصر الغذائية: كالكالسيوم، والمنغنيز، والزِنْك، والفسفور، ومجموعة فيتامينات ب: كالريبوفلافين، والنياسين، والبروتين الكامل. وهو مشهور في دول العالم العربي الذي انتشر في العالم. ومُزجت التسمية بين اللبن الزبادي والرائب بكلمة زبادي لبن، التي اشتُقت من تسمية زُبْدِيَّة الطعام وهي وعاء مجوف صغير من خَزَف (فخار) مطليَّة، يُخثَّر فيها اللبن (الحليب). ويميِّزهما: طبقتان بالرائب، الأولى التي بالأعلى: القشطة اللبنية السميكة، ومن تحتها اللبن المتماسك، وأما الزبادي: فلبنٌ متماسك، متجانس، فيه ماء قليل نسبيًا على السطح ومن الحافَات.

## الاشتقاق اللُّغَوي والهجاء
الزَّبَاديُّ: جمعُ «زُبْدِيَّة»، وهي: وعاءٌ صغير، مستديرٌ، مقعَّر، من خَزَفٍ صيني (وهو فخارٌ مطليٌّ بالميناء -مادة زجاجية صُلْبة-)، يُخَثَّر فيها (يُكثَّف في الزُّبدية) اللبنُ (الحليب)، ومنه يُقال: لبنُ الزَّباديِّ، أو لبنٌ زَباديٌّ (وهي صفةٌ للَّبَن؛ نسبةً له إلى «الزَّباديّ» تلك)، أو حليبٌ زباديٌّ، وقيل: سُمِّيَ اللبنُ الرائب بالزباديِّ [لغةً] لظهور الزُّبْد فيه (والزُّبْد: خلاصة اللبن -الحليب-، من كريًّبات دُهْنِه الكامنةِ فيه، يُستخرج منه الزُبْد بمَخْضِ اللبنِ وتحريكه تحريكًا شديدًا لتتجمع كريات الدُّهْن فتكون زُبْدَةً) أو لأن طبقة القشطة أعلاه يُشبهان الزُّبْد دسامةً وكثافةً وأنهما أصل لإنتاجه بخضِّه خضًّا قويًّا، والزُّبْدية منسوبة إلى «الزُّبْد» تشبيهًا لها بلونِ الزُّبْد، أو إلى «الزُّبْدة»؛ لأنها كانت توضع في الزُّبديَّة أولًا كما قال أحمد تيمور في مُعْجَمِه، وقال: الصواب أن «الزُّبدية» بضم الزاي، لا بكسرها كما قال المرتضىٰ الزَّبِيديُّ؛ الذي قيل إن الزَّبِيديَّ نصَّ عليها بكسر الزاي لاشتهار ذلك في عاميَّتهم إذ كانوا يقولون: «زِبْدة»، فنسبها على: «زِبْديَّة»، والأصحُّ قياسًا أنها بالضم نسبةً إلى «الزُّبْد» و«الزُّبْدَة» كما ذكروا وأقرَّها مَجْمَع مِصرَ علىٰ أنَّها مولَّدة (أي: مشتقة من أصلٍ فصيحٍ تكلم به العرب الأوَّلون).
واسمه في العربية الفصحىٰ: الرَّوْب، والرَّائِب، والخَاثِر [القاموس المحيط، ولسان العرب]. في الخليج واليمن ومصر والسودان يسمى: الزبادي، وفي اللهجة العامية الشامية يسمى: اللبن (واللبن هو الحليب في العربية الفصحى، والحليب: هو اللبن المحلوب من الإناث حديث الحَلْب -أي: آنفًا؛ قبل قليل-). في عموم اللغات الأجنبية يسمى: یوغرت، وهو لفظ تركي الأصل من الفعل يوغرماك بمعنى يعجن وكلمة يوجن يوغن بمعنى كثيف أو ثقيل. والحرف غ ğ في التركية يكتب gh في حروف اللغات الأخرى وكانت التركية نفسها تكتب بأحرف عربية حتى عام 1928 عندما دخلت الأحرف اللاتينية اللغة التركية.وفي اللغة التركية الحديثة، تٌنطق يورت.
ويسمى الرَّوْب في بلغاريا "кисело мляко" (كيسيلو ملياكو Kiselo mlyyako) وتعني اللبن الحامضي أي المتخمر. أما في صربيا فيطلق عليه "кисело млеко" (كسيلو مليكو Kiselo mleko) وتتخذ شكل لبن سائل غليظ القوام بفعل تخمر الحليب. وتختلف كتابة الكلمة في اللغة الإنجليزية من دولة لأخرى فهي "Yoghurt" في نيوزلندا وأستراليا في حين تكتب في المملكة المتحدة "Yoghurt" و"yogurt" إلا أنها عادة ماتكتب "yogurt" على علب الرَّوْب وهناك كتابة أخرى غير شائعة هي"yoghourt". أما في الولايات المتحدة، فالشائع هو "yogurt" ونادرا ماتكتب "yoghurt". أما في كندا، ف"yoghurt" هي الأكثر شيوعا بين متحدثي الإنجليزية لكنها تكتب "yogourt على بعض الأصناف وهي الكلمة الفرنسية باعتبار الإنجليزية والفرنسية هما اللغتان الرسميتان في كندا.
وبغض النظر عن طريقة الكتابة، فهي تنطق يوجت /ˈjɒɡət/ في المملكة المتحدة ويووجرت (/ˈjoʊɡərt/) بواو ممدودة في أمريكا الشمالية وأستراليا وجنوب أفريقيا وبواو ممدودة أو قصيرة في نيوزلندا وإيرلندا.

## خلفية تاريخية
أصول الزبادي غير معروفة ولكن من المحتمل أن يكون قد اكتشفه أولاً شعوب العصر الحجري الحديث في آسيا الوسطى وبلاد الرافدين حوالي عام 5000 قبل الميلاد، عندما تم تدجين أول حيوانات منتجة للحليب. ومن المرجح أنهم اكتشفوا كيفية تخمير الحليب بالصدفة، ومن المرجح أن الزبادي تم اكتشافه بشكل مستقل بهذه الطريقة في العديد من الأماكن المختلفة في أوقات مختلفة.
ثمة براهين على أن العالم قد عرف إنتاج منتجات ألبان دون استخدام بادئات تخمير قبل ما لا يقل عن 4500 عام. وهناك احتمال كبير أن أول إنتاج للزبادي حصل بتخمر اللبن تلقائيا ليتحول إلى زبادي بفعل البكتيريا الموجودة في الهواء الطلق. يعد العالم والمؤلف الروماني بلينيوس الأكبر أول من ذكر الزبادي في مؤلفاته حيث قال إن بعض القبائل البدوية عرفت "طريقة تغليظ قوام اللبن بتحويله لمادة لها درجة حموضة مستساغة". " وذكر كتاب ديوان لغات الترك لمحمود كاشغري وموسوعة قوتادغوبيليك Kutadgu Bilig ليوسف خاص حاجب واللذان يرجعان للقرن الحادي عشر معرفة أتراك العصور الوسطى بطريقة إعداد الزبادي. وقد ورد ذكر كلمة يوغورت في أبواب عديدة من الكتابين مع وصف استخدام البدو الأتراك لها. ويذكر التاريخ أن أوروبا عرفت الزبادي مبكرا وتحديدا في فرنسا عندما أصيب الملك فرانسيس الأول بإسهال حاد لم ينجح في علاجه أي طبيب فرنسي. ويقال إن الخليفة سليمان العظيم أرسل له طبيبا نجح في علاجه بالزبادي. وتعبيرا عن امتنانه، عرّف الملك الفرنسي الجميع بهذا الطعام الذي عالجه.

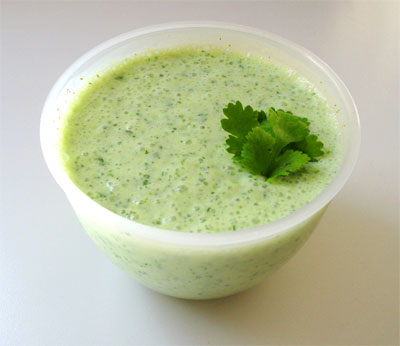
رائتة: من المقبلات الشهيرة في باكستان والهند والمصنوعة من الزبادي

حتى عام 1900، كان الزبادي غذاء رئيسا في الإمبراطورية الروسية (وخاصة في آسيا الوسطى والقوقاز) وغربي آسيا وجنوب شرق أوروبا/ البلقان وأوروبا الوسطى والهند. ويعود الفضل لستامين غريغوروف، وهو طالب بلغاري درس الطب في جنيف (1878-1945) في دراسة الكائنات الدقيقة (ميكروفلورا) في الزبادي البلغارية لأول مرة. وفي عام 1905، قام بوصفها على أنها بكتيريا تنتج حمض اللاكتيك لها شكل كروي أو عصوي. وفي عام 1907، سميت هذه البكتيريا الشبيهة بالعصا لاكتوباسلص ديلبروكي (بكتيريا تحت الجنس بلغاريكس) وبالإنجليزية Lactobacillus bulgaricus (وتسمى الآنLactobacillus delbrueckii subsp. bulgaricus). وتأثر إيليا إيلييتش ميتشنيكوف Ilya Ilyich Mechnikov، عالم الأحياء الروسي من معهد باستير بفرنسا والحاصل على جائزة نوبل، بأبحاث غريغوروف وافترض أن المواظبة على تناول الزبادي هو السبب في تعمير الفلاحين البلغاريين. وإيمانا بأهمية بكتيريا لاكتوبصيلس للحفاظ على الصحة، سعى ميكانوف لنشر تناول الزبادي في مختلف أنحاء أوروبا. وكان لإيزاك كاراسو من مدينة سالونيكا إبان فترة الحكم العثماني الفضل في تصنيع الزبادي على نطاق تجاري عام 1919 حيث بدأ نشاطا محدودا في برشلونة وسمى الزبادي دانون Danone (ومعناها دانيل الصغير تصغير دانيل) على اسم ابنه. وتوسع النشاط لاحقا وامتد للولايات المتحدة تحت الاسم الأمريكي Dannon.

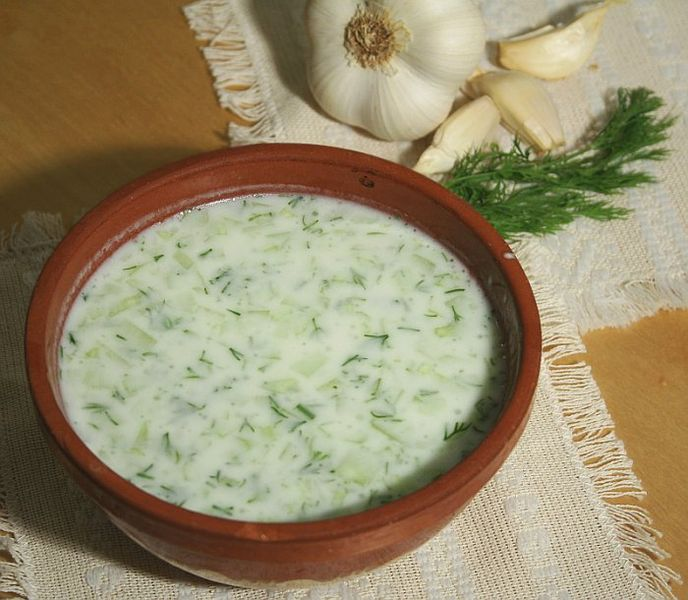
تاراتر: حساء بارد من الزبادي شهير في بلغاريا

وكان لمصنع ألبان Radlická Mlékárna في براغ الفضل في ابتكار الزبادي بمربى الفاكهة. وأدخلت شركة Dannon هذا النوع الولايات المتحدة عام 1947. وعرفت الولايات المتحدة الزبادي للمرة الأولى على يد المهاجرين الأرمينيين ساركيس Sarkis وروز كولومبوسيان Rose Colombosian حيث قاما بافتتاح معمل ألبان كولومبو آند سانز "Colombo and Sons Creamery في أندوفر بماساشوستس عام 1929. وكانت زبادي كولومبو تُوزع في أنحاء نيو إنجلاند على عربات تجرها الخيول محفور عليها لفظ الزبادي باللغة الأرمينية مزدون mazdoon والتي تغيرت فيما بعد إلى يوغورت Yoghurt وهو الاسم التركي للمنتج حيث انتشر هذا الاسم لأن التركية كانت لغة تواصل مشترك Lingua franca بين الجماعات العرقية المنحدرة من الشرق الأدنى والتي شكلت المستهلك الرئيس لها آنذاك. وزاد انتشار الزبادي في الخمسينيات والستينيات في الولايات المتحدة حيث يُروج لها بوصفها غذاء صحيا. وبحلول أواخر القرن العشرين، أصبح الزبادي طعاما أمريكيا شائعا وبيعت علامة زبادي Colombo عام 1993 إلى جينرال ميلز General Mills والتي أوقفت إنتاجها عام 2010.

## اللبن الزبادي -Yogurt Curd
- تعريف: منتج ألبان سائل ذو قوام كريمي خفيف ونكهة حموضة منخفضة
- المصدر: من حليب الأبقار والماعز والجاموس ,ونادرا الجمل والحمير
- القوام: سائل ذو قوام قشدي خفيف
- النكهة: حموضة منخفضة

تصنيع الزبادي (الخاثر الخفيف)
يصنع من منتج لبن زبادي محضر سابقا، حديث التصنيع.
1. غلي الحليب: تسخين 1 لتر من حليب كامل الدسم  أو من 1 لتر ماء فاتر مع 4-6 معالق من حليب البودرة، على نار متوسطة حتى يغلي لدرجة 80 مئوية مع استمرارية التحريك  لمدة من 5 دقائق على الأقل ثم رفع الوعاء عن مصدر التسخين.
2. تبريد الحليب: ارفع الحليب عن النار واتركه يبرد حتى درجة 35-37درجة مئوية.
3. التخمير-إضافة (البادئة-Starter): أضف 1 ملعقة كبيرة لكل 1 لتر حليب من لبن زبادي محضرسابق ويجب أن لا يكون محمض أو قديم من المهم أن يكون حديثا جدا.
4. الحضانة والتعبئة: صبّ المزيج في وعاء نظيف ذو غطاء. غطّي الوعاء بأغطية دافئة وبإحكام واتركه في مكان دافئ ومظلم دون تحركه من مكانه لمدة من 4-6 ساعات صيفا إلى 6-8  ساعات على الأكثر.
5. التبريد والتخزين: ضع الوعاء في الثلاجة لمدة 4 ساعات على الأقل قبل الاستخدام.

## اللبن الرائب - Yogurt Laban
- تعريف: منتج ألبان ذو قوام سائل أو كريمي ثقيل أكثر من الزبادي ونكهة حمضية من المتوسط إلى المرتفعة.
- المصدر: من حليب الأبقار (الأكثر شيوعا) والماعز والنعاج (بلاد الشام الأكثر شيوعا).
- القوام: منه سائلكثيف للشرب أو قريب من الزبادي لكن قوام كثيف.
- النكهة: حموضة عالية نسبيا.

### تصنيع الرائب (الروب/الرائب/الخاثر السميك)
يصنع عن إما عن طريق تخثر الحليب مع القشطة التي تنتج من تجميع الزبدة بعملية أخذ مصل/شرش اللبن السائل المائل للصفرة الذي تم فصله(بالليمون أو خل التفاح الأبيض) أو عن طريق التخمر-إضافة (البادئة-Starter) من منتج لبن رائب محضر سابقا، حديث التصنيع.
1. غلي الحليب: تسخين 1 لتر من حليب كامل الدسم  أو من 1 لتر ماء فاتر مع 4-6 معالق من حليب البودرة، على نار متوسطة حتى يغلي لدرجة 80 مئوية مع استمرارية التحريك  لمدة من 5 دقائق على الأقل ثم رفع الوعاء عن مصدر التسخين.
2. تبريد الحليب: ارفع الحليب عن النار واتركه يبرد حتى درجة من 40-45 درجة مئوية.
3. التخمر-إضافة (البادئة-Starter): أضف 4-6 ملاعق كبيرة من اللبن الرائب محضر سابق ويجب أن لا يكون محمض أو قديم من المهم أن يكون حديثا جدا.
4. الحضانة: صبّ المزيج في وعاء نظيف ذو غطاء. غطّي الوعاء واتركه في مكان دافئ ومظلم لمدة لا تقل عن 6 ساعات ولا تزيد عن 48 ساعة وكلما زادت الساعات زادت الحموضة والكثافة ولأفضل نتيجة صيفا من 6 إلى 8 ساعات وشتاءً من 8 إلى 24 ساعة
5. التبريد والتخزين: ضع الرائب في وعاء نظيف ذو غطاء. ضع الوعاء في الثلاجة لمدة 4-6 ساعات  قبل الاستخدام.

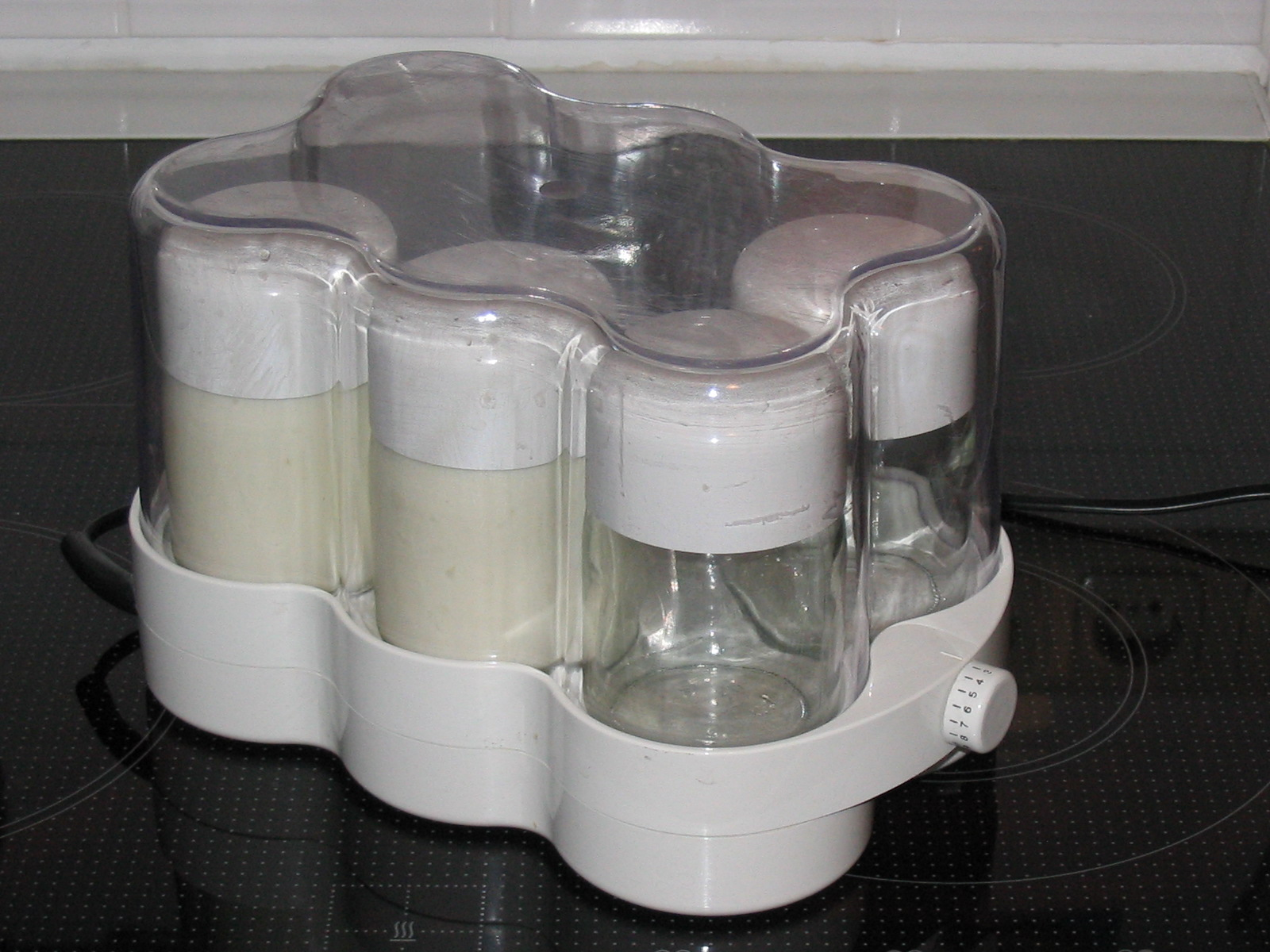
ماكينة صنع الزبادي المنزلية متاحة تجاريًا

## تصنيع الرائب (الروب)
- كمية (البادئة-Starter): الرائب يستخدم كمية أكبر مقارنة بالزبادي.
- مدة الحضانة: تكون مدة حضانة الرائب أكبرمن مدة حضانة الزبادي.
- التبريد:ترك حليب الرائب لدرجة تبريد أعلى من الزبادي
- التصفية:هناك حالات فقط باللبن الرائب يتم تصفيتة بعد الحضانة بقماش يفصل اللبن عن المصل السائل لمدة لا تقل عن 30 دقيقة ليصبح أكثر قواما وتماسكا ويدعى بالعامية  (اللبن اليوناني)
- المنكهات:يمكنك إضافة بعض النكهات إلى الزبادي مثل العسل أو الفواكه أو المكسرات ويسمى حينها بالعامية بالزبادون ويعطي نتائج أفضل بكثير من  الرائب.
- التغذية: الزبادي خيارجيد للأشخاص الذين يبحثون عن وجبة خفيفة صحية أو وجبة إفطار بينما الرائب خيار جيد للأشخاص الذين يبحثون عن طاقة وانعاش.

## إعداد الرَّوْب
يُعد الرَّوْب ببادئات بكتيرية من بكتريا العُصَيَّات اللبنية ديلبروكي (بكتريا تحت الجنس بلغارية) (باللاتينيةLactobacillus delbrueckii subsp. bulgaricus) مع بكتريا المكورة السبحية المُحِبّة للحرارة (باللاتينية Streptococcus salivarius subsp. thermophilus). يسخن اللبن إلى 80 درجة مئوية لقتل البكتريا الضارة غير المرغوب فيها ولتغيير خواص بروتينات الحليب حتى تتجمع معا بدلا من تخثرها. يبرد الحليب إلى حوالي 45 درجة مئوية. تضاف البادئات البكتيرية و يُحَافَظُ على هذه الحرارة لمدة 4-7 ساعات حتى يتخمر الحليب. ومن المعروف أن تخمر اللاكتوز (سكر اللبن) ينتج حمض اللاكتيك الذي يحلل بروتين اللبن ليعطي الرَّوْب قوامه ونكهته القوية. ويمكن تصنيع الرَّوْب أيضا من بدائل الحليب مثل حليب الصويا.
وقد عرف الإنسان الرَّوْب منذ ما لا يقل عن 4500 عام وتمثل اليوم أحد الأغذية الشائعة في العالم بأسره. ويتميز الرَّوْب بقيمته الغذائية وفوائده الصحية التي لا مثيل لها من حيث غناها بالبروتين الكالسيوم وفيتامين ب2 (الريبوفلافين) وفيتامين بي6 وفيتامين بي12.

## الفرق بين تصنيع الزبادي والرائب
- كمية (البادئة-Starter): الرائب يستخدم كمية أكبر مقارنة بالزبادي.
- مدة الحضانة: تكون مدة حضانة الرائب أكبرمن مدة حضانة الزبادي.
- التبريد: ترك حليب الرائب لدرجة تبريد أعلى من الزبادي
- التصفية: هناك حالات , فقط باللبن الرائب , يتم تصفيتة بعد الحضانة بقماش يفصل اللبن عن المصل السائل لمدة لا تقل عن 30 دقيقة ليصبح أكثر قواما وتماسكا ويدعى بالعامية (اللبن اليوناني)
- المنكهات: يمكنك إضافة بعض النكهات إلى الزبادي مثل العسل أو الفواكه أو المكسرات ويسمى حينها بالعامية بالزبادون ويعطي نتائج أفضل بكثير من  الرائب.
- التغذية: الزبادي خيار جيد للأشخاص الذين يبحثون عن وجبة خفيفة صحية أو وجبة إفطار بينما الرائب خيار جيد للأشخاص الذين يبحثون عن طاقة وانعاش.

## أنواع اللبن الزبادي

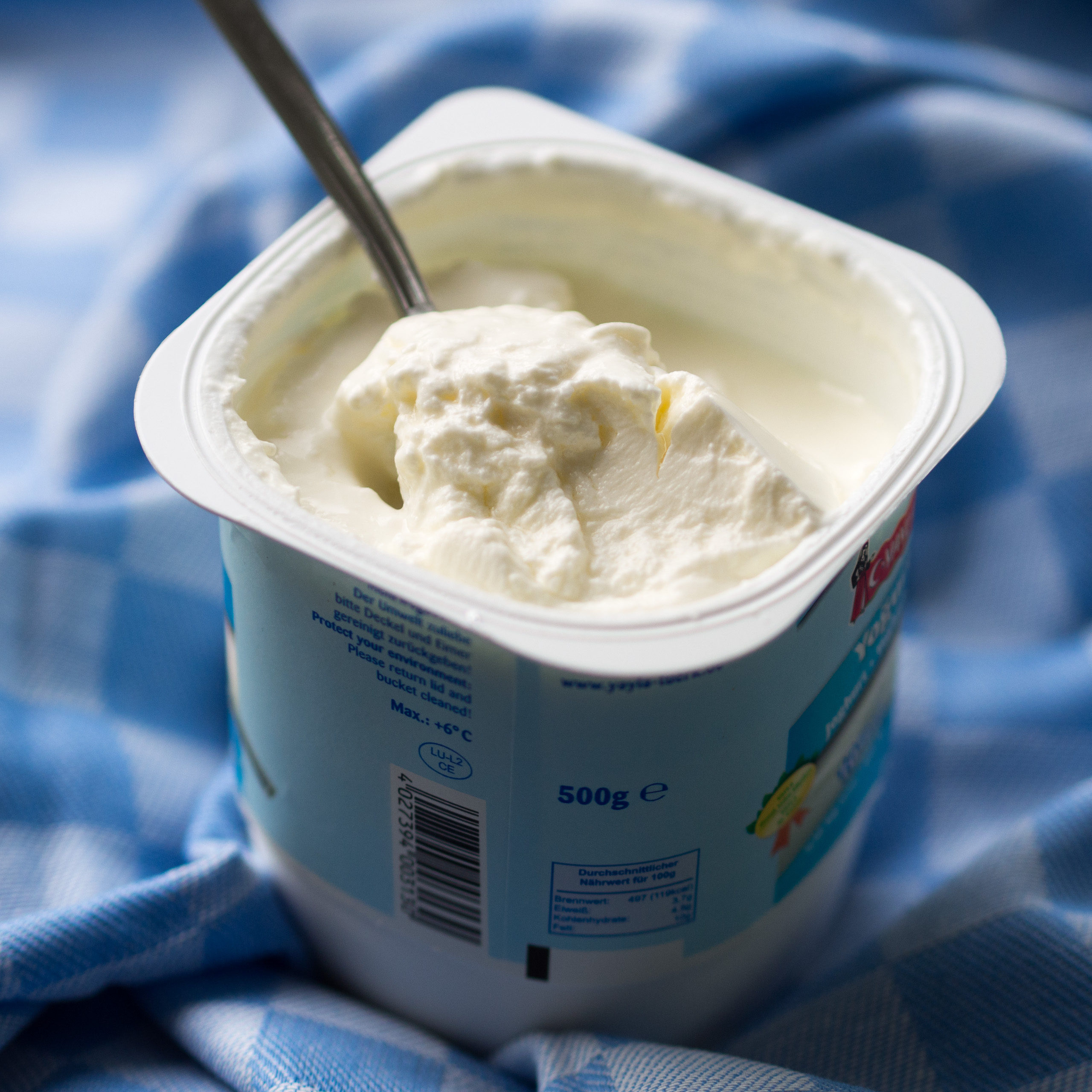
زبادي سوزمي التركي غير المقلب (زبادي مصفى)، يحتوي على 10% دهون

يتوفر اللبن الزبادي بأنواع مختلفة، منها:
- اللبن الزبادي كامل الدسم:
  - يحتوي على أعلى نسبة من الدهون.
- اللبن الزبادي قليل الدسم:
  - يحتوي على نسبة أقل من الدهون.
- اللبن الزبادي خالي الدسم:
  - لا يحتوي على دهون.
- اللبن الزبادي اليوناني:
  - يتم تصفيته من مصل اللبن، مما يجعله أكثر كثافة و غني بالبروتين.
- اللبن الزبادي المُنكّه:
  - يُضاف إليه الفواكه أو العسل أو النكهات الصناعية.

## القيمة الغذائية
ُيعدّ اللبن الزبادي من الأغذية الغنية بالعناصر الغذائية الهامة للجسم، ونذكر منها:
- الكالسيوم: ضروري لصحة العظام والأسنان.
- المنغنيز: يعزز وظائف الجهاز العصبي.
- الزنك: يدعم وظائف المناعة.
- الفسفور: ضروري لامتصاص الكالسيوم.
- فيتامين ب:
  - الريبوفلافين: يُساعد على تحويل الطعام إلى طاقة.
  - النياسين: يُساعد على وظائف الجهاز الهضمي.
- البروتين: ضروري لبناء وإصلاح الأنسجة.

## فوائد اللبن الزبادي الصحية
- يعزز صحة الجهاز الهضمي:
  - يُساعد على تحسين الهضم وامتصاص العناصر الغذائية.
  - يُخفف من أعراض الإمساك والإسهال.
  - يُعزز صحة البكتيريا النافعة في الأمعاء.
- يقوي جهاز المناعة:
  - يُحارب العدوى والأمراض.
  - يُقلل من خطر الإصابة بالحساسية.
- يدعم صحة العظام والأسنان:
  - يُساعد على الوقاية من هشاشة العظام.
  - يُقوي الأسنان ويُقلل من خطر الإصابة بالتسوس.
- يُحسّن صحة القلب:
  - يُقلّل من ضغط الدم.
  - يُخفّض من مستويات الكولسترول الضار.
- يُساعد في إنقاص الوزن:
  - يُعزّز الشعور بالشبع.
  - يُساعد على حرق الدهون.
- يُحسّن صحة البشرة والشعر:
  - يُرطّب البشرة ويُحارب التجاعيد.
  - يُقوّي الشعر ويُمنع تساقطه.

## أنوع مشتقة من اللبن وتسميتها الشائعة
الكفير - Kefir
هو مشروب حليب مُخمر يُصنع باستخدام حبوب الكفير، وهي عبارة عن كتلة هلامية من البكتيريا والخميرة.
- يُنقع الكفير في الحليب (البقر أو الماعز أو حليب الصويا) لعدة ساعات، ممّا يُؤدّي إلى تخمير الحليب وإنتاج مشروب غنيّ بالعناصر الغذائية.
- يتميز الكفير بطعمه الحامض المنعش وقوامه السميك قليلاً.

الكوراك- Quark
هو نوع من الزبادي له قوام كثيف وحمضيّة خفيفة.
- يُصنع Quark تقليديًا من حليب البقر، ولكن يمكن أيضًا صنعه من حليب الماعز أو الأغنام.
- يتميز Quark بمحتوى دهني أقل من الزبادي العادي، ممّا يجعله خيارًا صحيًا أكثر.
- يتم تحضير Quark تقليديًا عن طريق تخثّير الحليب باستخدام المنفحة أو ثقافة الزبادي.

فاجي- Fage
- فاجي (Fage) هو نوع من الزبادي المُصفّى يُصنع تقليديًا من حليب الأغنام.
- نشأ فاجي في اليونان، حيث يُعتبر جزءًا أساسيًا من النظام الغذائي منذ قرون.
- تمّ إحضار فاجي إلى الولايات المتحدة لأول مرة في أوائل القرن العشرين من قبل المهاجرين اليونانيين.

لبنة- Labneh
هو نوع من الزبادي المُصفّى له قوام كريمي.
- يُصنع تقليديًا من حليب الأغنام، ولكن يمكن أيضًا صنعه من حليب البقر أو الماعز.
- يتميز اللبنة بطعمه الحامض اللذيذ وقوامه الكريمي.
- يُقدم عادةً كأحد أنواع المقبلات أو يُستخدم في صنع الصلصات أو الحلويات.

- المكونات:
  - 1 كوب زبادي
  - 1/2 ملعقة صغيرة ملح
  - (اختياري) الثوم المفروم أو النعناع الطازج أو الزعتر
- الطريقة:
  1. صفّي الزبادي في مصفاة مبطنة بقطعة قماش شاش أو قماش قطني لعدة ساعات حتى يتم تصريف المصل.
  2. أضف الملح والثوم أو النعناع أو الزعتر أو المكونات الأخرى حسب الرغبة.
  3. اخلط المكونات جيدًا حتى تمتزج.
  4. غطّي اللبنة وضعها في الثلاجة لعدة ساعات حتى تصبح أكثر تماسكًا.

عيران- Ayran أو الشنينه - Shanenah
- هو مشروب تقليدي مصنوع من الزبادي والماء والملح.
- يُعدّ مشروبًا شائعًا في الشرق الأوسط، خاصة في السعودية والعراق وتركيا ودول البلقان.
- يتميز العيران بطعمه الحامض المنعش وقوامه السائل.
- يُقدم عادةً باردًا، ويمكن أن يُضاف إليه الثوم أو النعناع أو الخيار أو المكونات الأخرى حسب الرغبة.

- المكونات:
  - لبن زبادي طبيعي (يفضل استخدام لبن زبادي كامل الدسم)، بكمية حسب الرغبة.
  - 1/2 ماء، بكمية مماثلة للزبادي.(اختياري) الثوم المفروم أو النعناع الطازج أو الزعتر
  - قليل من الملح (اختياري).
- الطريقة:
  1. اخلط لبن الزبادي مع الماء بنسبة 1:1 (يمكن تعديل النسبة حسب الرغبة).
  2. قم بخفق المكونات جيدًا حتى تمتزج.
  3. قدم لبن الشنينة باردًا واستمتع بمذاقه المنعش.

## أمثلة على بعض العلامات التجارية الشائعة
- المراعي - Almarai
- دانون- Dannon
- فاجي- Fage
- المراعي - Almarai
- Chobani
- Oikos
- Siggi's

## القيمة الغذائية والفوائد الصحية

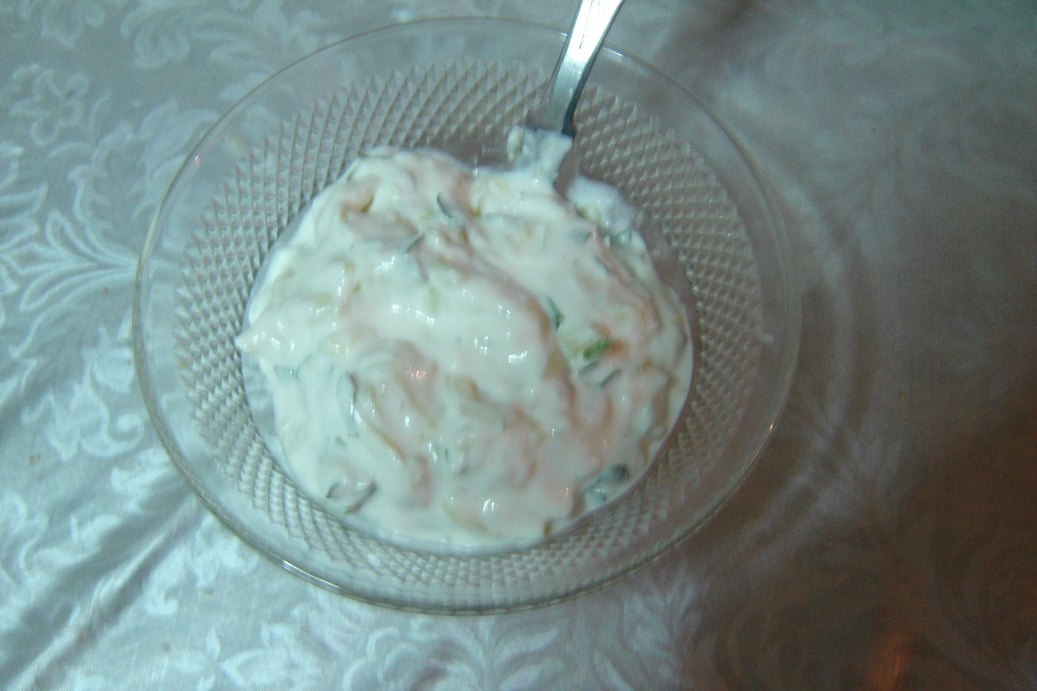
تزاتزيكي من المقبلات المصنوعة من الزبادي والشهيرة في اليونان وبلغاريا حيث يطبق عليها تاراتر جاف

تعرف الزبادي بمحتواها الغني من البروتين الكالسيوم وفيتامين ب2 (الريبوفلافين) وفيتامين بي6 وفيتامين بي12. ويمكن للأفراد الذين يعانون بدرجة متوسطة من عدم تحمل اللاكتوز تناول الزبادي دون ضرر إذ أن معظم اللاكتوز في اللبن يتحول بفعل البادئات البكتيرية إلى حمض اللاكتيك.
ويمكن أيضا تناول الزبادي للوقاية من الإسهال الذي تسببه المضادات الحيوية.
وثمة اعتقاد أن الزبادي تحافظ على صحة اللثة، ربما بفعل حمض اللاكتيك في الزبادي.
وخلصت دراسة نُشرت في عدد 11 يناير/ كانون أول 2005 من الدورية الدولية للسمنة أن تناول الزبادي قليلة الدسم قد يساعد في تخفيض الوزن ويعزو هذا بوجه خاص لغناها بالكالسيوم.
ويستخدم الزبادي منذ زمن بعيد في العناية بالبشرة والجلد، حيث تضيف بعض شركات الغذاء بعض الانزيمات المرطبة للجلد إلى جانب وجود حامض اللاكتيك. وقامت مؤخراً شركة دانون الفرنسية لمنتجات الألبان بتصنيع منتج أطلق عليه «إيسينيس» مضاف إليه فيتامين هـ وزيت لسان الثور يقوم بترطيب الجلد.
ويعمل أيضاً الزبادي على المساعدة في خفض ضغط الدم، ففي دراسة أجريت مؤخراً في إسبانيا وجد أن الأشخاص الذين تناولوا الزبادي منخفض الدسم بانتظام لمدة عامين قد انخفضت لديهم معدلات الضغط.

### يساعد في الوقاية من سرطان الرئة
أشارت مراجعة بحثية مهمة إلى أن من يتناولون المزيد من الألياف واللبن (الزبادي) قد يكونون أقل عرضة للإصابة بسرطان الرئة، حتى وإن كانوا مدخنين، مقارنة بمن لا يستهلكون الكثير من هذه الأطعمة.
ودرس الباحثون بيانات عشر دراسات سابقة شملت نحو 1.45 مليون شخص بالغ في آسيا وأوروبا والولايات المتحدة. وبعد متابعة على مدى 8.6 عام في المتوسط، وُثِّقت 18822 حالة إصابة بسرطان الرئة.
ومقارنة بمن لم يتناولوا اللبن الزبادي على الإطلاق، كان من استهلكوا أكبر قدر منه أقل عرضة بنسبة 19 في المئة للإصابة بسرطان الرئة.
وقال الباحثون في دراستهم التي نُشرت في دورية الجمعية الطبية الأميركية لطب الأورام إنه تبين أن من تناولوا أكبر قدر من الألياف الغذائية كانوا أقل عرضة بنسبة 17 بالمئة للإصابة بسرطان الرئة.
أما من تناولوا أكبر قدر من الألياف وأعلى كمية من اللبن فكانت نسبة إصابتهم بسرطان الرئة أقل 33 بالمئة عمن تناولوا أقل قدر منهما.
وكتبت الدكتورة شياو أو شو من المركز الطبي التابع لجامعة فاندربلت في ناشفيل بولاية تنيسي وزملاؤها في البحث «تشير دراستنا إلى فائدة صحية جديدة محتملة لزيادة الألياف واللبن في الغذاء في مجال الوقاية من سرطان الرئة»، بحسب «رويترز».
وظلت الصلة قائمة بين انخفاض احتمالات الإصابة بسرطان الرئة وبين تناول المزيد من الألياف واللبن، حتى بعدما رصد الباحثون عادات التدخين.
وخلصت الدراسة إلى أن من لم يسبق لهم التدخين تقل احتمالات إصابتهم بسرطان الرئة بنسبة 31 بالمئة، عند تناولهم أعلى مقدار من الألياف واللبن، مقارنة مع 24 بالمئة عند المدخنين، و34 بالمئة عند المدخنين السابقين.

## المعلومات الغذائية
يحتوي كل كوب من اللبن القليل الدسم، بحسب وزارة الزراعة الأميركية على المعلومات الغذائية التالية:
- السعرات الحرارية: 154
- الدهون: 8.80
- الدهون المشبعة: 12.45
- الكاربوهيدرات: 17.25
- الكوليستيرول: 15
- البروتينات: 12.86

## أنواع الزبادي وطرق تقديمها

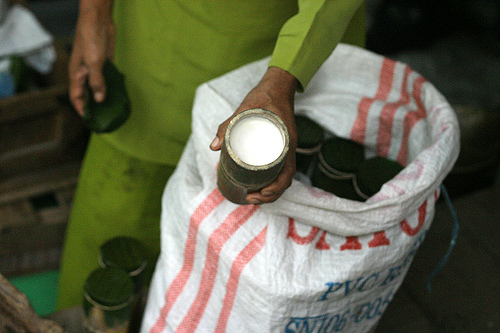
دايا في سوق بمدينة بوكتينجي بأندونيسيا

داديا Dadiah أو داديه Dadih، نوع تقليدي شهير من الزبادي في غرب سومطرة وتصنع من اللبن الجاموسي والذي يُخمر في أنابيب من البامبو.
والزبادي طعام شهير في نيبال حيث تقدم فيها كمقبلات وكصنف حلو أيضا. ويطلق عليها هناك (दही) داهي dahi. وتعد جزءا من الثقافة النيبالية وتؤكل في الاحتفالات القومية وحفلات الزواج والحفلات والمناسبات الدينية واللقاءات العائلية وغيرها. ومن أشهر أنواع الزبادي النيبالية جوجو داهيو juju dahu والتي يرجع أصل صناعتها إلى مدينة بختابور.
تاراترTarator ودجاجَك جاجيك: من أنواع الشوربات الباردة المصنوعة من الزبادي ويشيع تناولها صيفا في ألبانيا وبلغاريا وجمهورية مقدونيا وتركيا. وتصنعان من العيران والخيار والشبت والملح وزيت الزيتون وبمكن إضافة الثوم وعين الجمل المطحون.
أما تزاتزيكي Tzatziki الشهير في اليونان، فهي صوص غليظ القوام من الزبادي يشبه التاراتور في المكونات. ويسمى تزاتزيكي في بلغاريا «تاراتر جاف».
غاميوجرتو Rahmjoghurt زبادي قشدية القوام يزيد الدسم فيها بنسبة 10% عن أنواع الزبادي الأخرى المعروفة في البلدان الناطقة بالإنجليزية. (غام Rahm كلمة ألمانية معناها قشدة) و (يوجرتو joghurt) هي الزبادي في اللغة الألمانية وتباع هذه الزبادي في ألمانيا وبلدان أخرى.
وثمة أنواع أخرى من الزبادي مثل الزبادي المغطاة بطبقة من القشدة Cream – top Yoghurt (وش باللهجة المصري) وتصنع من لبن غير متجانس (أي لم تُذاب دهونه فيه وإنما تكون طافية على السطح). وتعلو فوق هذا النوع من الزبادي طبقة من القشدة فيضفي عليها طعمها قشديا مرغوبا. وبدأ تصنيع هذا النوع تجاريا في الولايات المتحدة في مصنع براون كاو بنيوفيلد في نيويورك، ضاربة عرض الحائط بالاتجاه السائد لتناول الزبادي قليل أو منزوع الدسم.
وتشتهر الأردن بالجميد وهو زبادي يُحفظ بالتمليح والتجفيف.
أما في مصر، فيطلق على اليوغورت «زبادي» وتصنع من اللبن الجاموسي ويزيد الإقبال عليها في شهر رمضان حيث يعتقد أنها تقضي على الإحساس بالعطش.
وتعد الرائتة نوعا من اصناف الجانبية المصنوعة من الزبادي والشهيرة في جنوب آسيا والهند. ويُعدّ بتتبيل الزبادي بالكزبرة والكمون والنعناع والفلفل الحريف وغيرها من الأعشاب والبهارات. وتُمزح مع البصل والخيار ويقدم الخليط مبردا. وتتميز الرائتة بتأثيرها المرطب على الفم مما يجعلها طعاما مثاليا مع الأطباق الهندية الحريفة.
أما الدوداه Dudh فهو لبن مختر سندي شائع في الهند ويشبه اللبن الرائب. ويُشرب عادة أثناء تناول الطعام على جرعات حيث يساعد على الهضم كما يعطي للطعام مذاقا ألذ. ويقدم أيضا مع الأرز السادة في بعض المناطق.
وتشتهر داهي Dahi بمذاقها وقوامها المميزين وهي نوع من الزبادي في شبه القارة الهندية. ويُُشتق لفظ داهي من الكلمة السنسكريتية دادهي dadhi وهي واحدة من العلاجات الشافية أو Panchamrita أي الأطعمة المستخدمة في طقوس العبادة الهندوسية. وللداهي دلالة حضارية في العديد من منازل في إقليم ميثيلانشيل Mitilanchial في بهار شرقي الهند.
ولزبادي داهي نكهات عديدة، أشهرها النوع الحامض Tauk doi والنوع الحلو ميستي أو بودي دوي (meesti/ podi doi). وفي الهند يستخدم النوع الحلو في وصفات التجميل بعد خلطه بالكركم والعسل. وتستخدم النساء في العديد من المناطق في الهند النوع الحامض (खट्टी दही) كبلسم لتنعيم الشعر. وللداهي أسماء عديدة أيضا ومنها ثايوريو Thayiru في لغة مالايالام ودواDoi في لغة الأساميز واللغة البنغالية ودوهي Dohi في لغة أوريا وبيرجو perugu في تلوجو وموصارو Mosaru في الكانادا وثايير Thayir في التاميل وكوزانا آ بنار Qәzana a pәәner في الباشتو.
وتصنع حلوى سريكهاند Srikhand الشهيرة في الهند من الزبادي المجفف والزعفران وحب الهيل (حبهان) وجوزة الطيب والسكر وأحيانا فواكه مثل المانجو والأناناس.

## أنواع الزبادي المحلى والمطعم بنكهات
لمعادلة مذاق الزبادي الحمضي الطبيعي، تُحلل وقد يضاف إليها نكهات أو قطع فاكهة أو مربى فاكهة في قاع الوعاء الذي تباع فيه. وتسمى الزبادي الممزوجة بالفاكهة بالزبادي السويسرية.
.
يضاف البكتين، وهو مادة طبيعية في الفاكهة، إلى بعض أنواع الزبادي، وقد يضاف معه أو بدلا منه الجيلاتين ليعطي الزبادي الكثافة والدسم بتكلفة قليلة. ويباع أيضا هذا النوع من الزبادي باعتباره معدا على الطريقة السويسرية آنفة الذكر على الرغم من أنه لا يمت بصلة للزبادي التي يتناولها السويسريون. وتصنع الزبادي التي يطلق عليها خط القشدة creamline من اللبن كامل الدسم غير المجنس (أي لم تذاب القشدة فيه) ولذا ترتفع طبقة القشدة على سطح الزبادي.
وتستخدم المواد المحلية مثل قصب السكر أو السكرلوز في تصنيع الزبادي قليلة الدسم على نطاق تجاري.
ومن أشهر أنواع الزبادي في الولايات المتحدة الأمريكية الزبادي المحلاة والمنكهة والتي عادة ما تباع في أكواب بلاستيكية صغيرة. ومن النكهات المعروفة الفانيليا والعسل والفواكه مثل الفراولة والتوت الأزرق (أوديسة) والتوت الشوكي وتوت العليق والخوخ.

## اللبن مصفى
اللبلن المصفى أحد أنواع اللبن الرائب الذي يُصنف باستخدام مرشح من الورق أو القماش الشاش في الغالب ويستخدم في فصل شرش اللبن مما يعطي للزبادي قواما غليظا وطعما لاذعا قويا.
ومن أنواع اللبن المصفى اللبنة (اللبن اليوناني) والتي تستهلك كغموس مع الخبز في بلاد الشام، أو كحشو للشطائر. ويمكن أن يضاف للبنة شرائح الخيار وزيت زيتون وزيتون علاوة على بعض الأعشاب الخضراء الطازجة. ويمكن تغليظ قوام اللبنة أكثر وتشكيلها على هيئة كرات وحفظها في زيت الزيتون مما يحفظها لعدة أسابيع أخرى دون وضعها بالثلاجة. وقد تستخدم مع البصل واللحم والمكسرات في حشو أنواع عديدة من الفطائر الكبة.
وتُسخن بعض أنواع الزبادي المصفى في أوعية كبيرة مكشوفة أولا حتى يقل محتواه من السوائل. وتُعد ميشتي داهي Mishti Dahi بهذه الطريقة، وهي حلوى شهيرة في شرق الهند تندرج تحت الداهي لكن قوامها أكثر كثافة حيث يشبه الكاسترد ومذاقها أكثر حلاوة من أنواع الزبادي الغربية.
وتؤكل الزبادي المصفاة في اليونان وهي مكون أساسي في صوص تزادزيكي Tzadziki والتي تُزكل عادة مع شطائر خبز البيتة المحشو بالدجيروس Gyros والسوفلاكي Souvlaki وهما من الأطعمة اليونانية الشهيرة.

## مشروبات
عيران، شراب مملح من الزبادي يشتهر في ألبانيا وبلغاريا وتركيا وأذربيجان وإيران وجمهورية مقدونيا وكازاخستان وقيرغيزستان. وتُعد بخلط الزبادي مع الماء (وأحيانا) الملح. ويعرف بأسماء عديدة باختلاف الدولة حيث يسمى «دوغ» في إيران وتان في أرمينيا ولبن عيران في سوريا ولبنان وشنينة في العراق والأردن وماجيغا في تيلوغو وماجيج في كانادا ومورو في تاميلي ومالايالام في جنوب الهند ولاسي في بنجاب ومختلف أنحاء الهند. ويختلف الدوغ عن العيران في أن الدوغ يضاف إليه النعناع في العادة كما أنه مشروب غازي حيث يضاف إليه عادة ماء صودا.
لاسي: مشروب من الزبادي يرجع أصله إلى شبه القارة الهندية له مذاق خفيف مملح أو مسكر. ويعد اللاسي غذاء أساسيا في بنجاب. وفي بعض مناطق شبه القارة الهندية، يُباع النوع المُحلى بنكهات ماء ورد المانجو وغيرها من أنواع عصير الفواكه مما يعطيه مذاقا مختلفا تماما.أما اللاسي المملح فيُطعم بالكمون المحمص المطحون والفلفل الحار (شطة). وقد يُستخدم مخيض اللبن أيضًا (المتبقي من اللبن بعد فصل الزبدة عن القشدة) وأحيانا مايطلق عليه غول في البنغال وماتها في شمال الهند وماجيغا في أندرا براديش وداهي باني في أوريسة وتاك في مهاراشترا وتشاس في كجرات. وينتشر أيضا تناول شراب لاسي في باكستان.
وينتشر تناول مشروب اللبن الزبادي المحلى في أوروبا (متضمنة بريطانيا) والولايات المتحدة حيث يضاف إليه الفاكهة ومواد تحلية. وهذا النوع يطلق عليه «مشروب الزبادي» ومن أنواعه التجارية يوب «Yop» وبيوبست سموثي «BioBest Smoothie».
ويوجد أيضا الزبادي السموزي والتي تحتوي على نسبة كبيرة من الفاكهة وهي شبيهة بالسموزي (شراب يصنع فاكهة مطحونة بيوريهوقد يضاف إليه الآيسكريم أو اللبن أو الزبادي). وفي الإكوادور، يُقدم الزبادي السموزي بنكهة الفواكه المحلية مع خبز (pandeyuca) يصنع من الدقيق الكاسافا مع الجبن ويشكل على حرف U كنوع من الوجبات السريعة.

## معرض صور

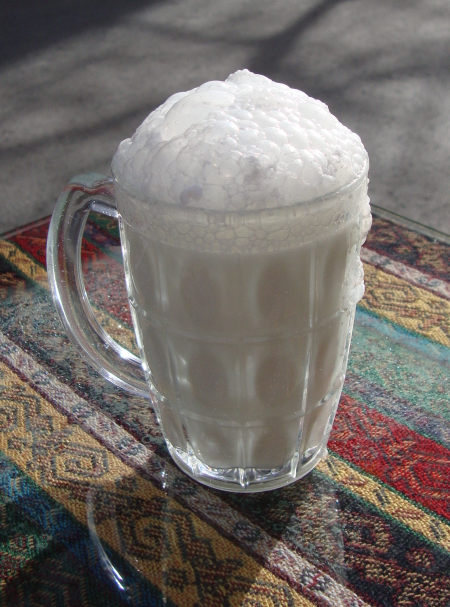
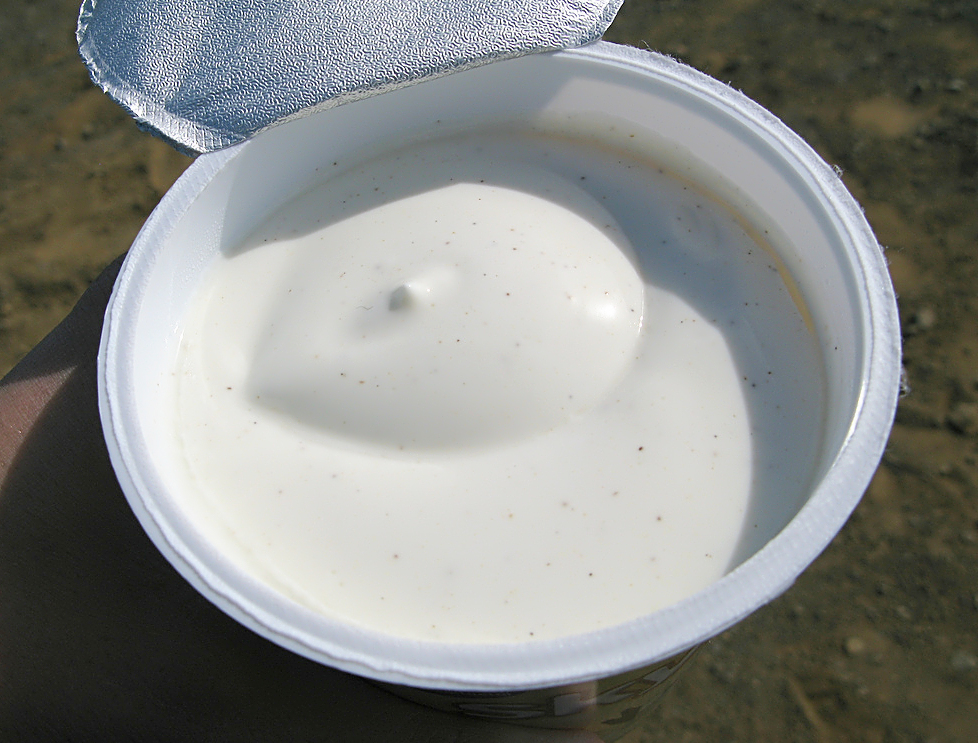
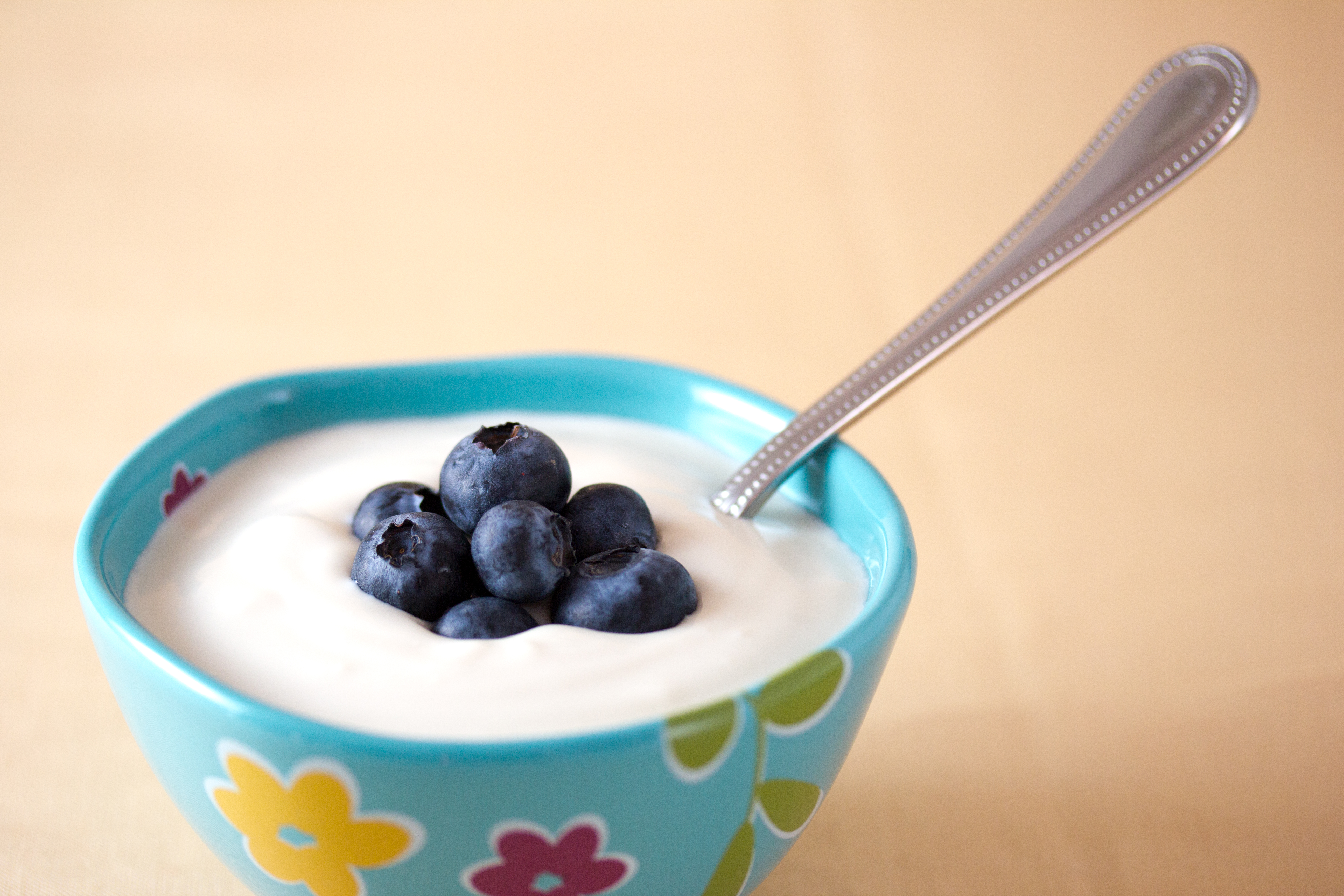
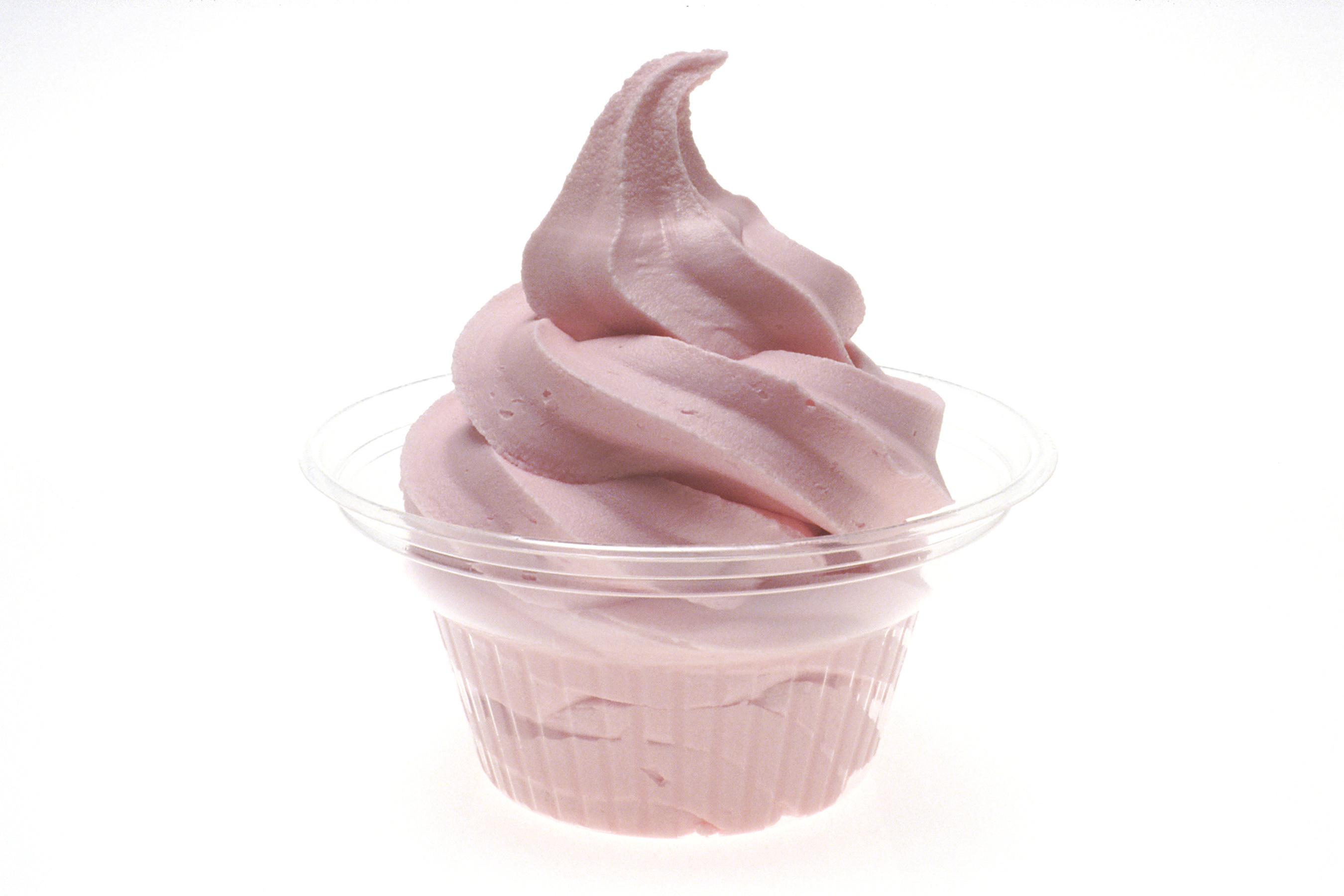
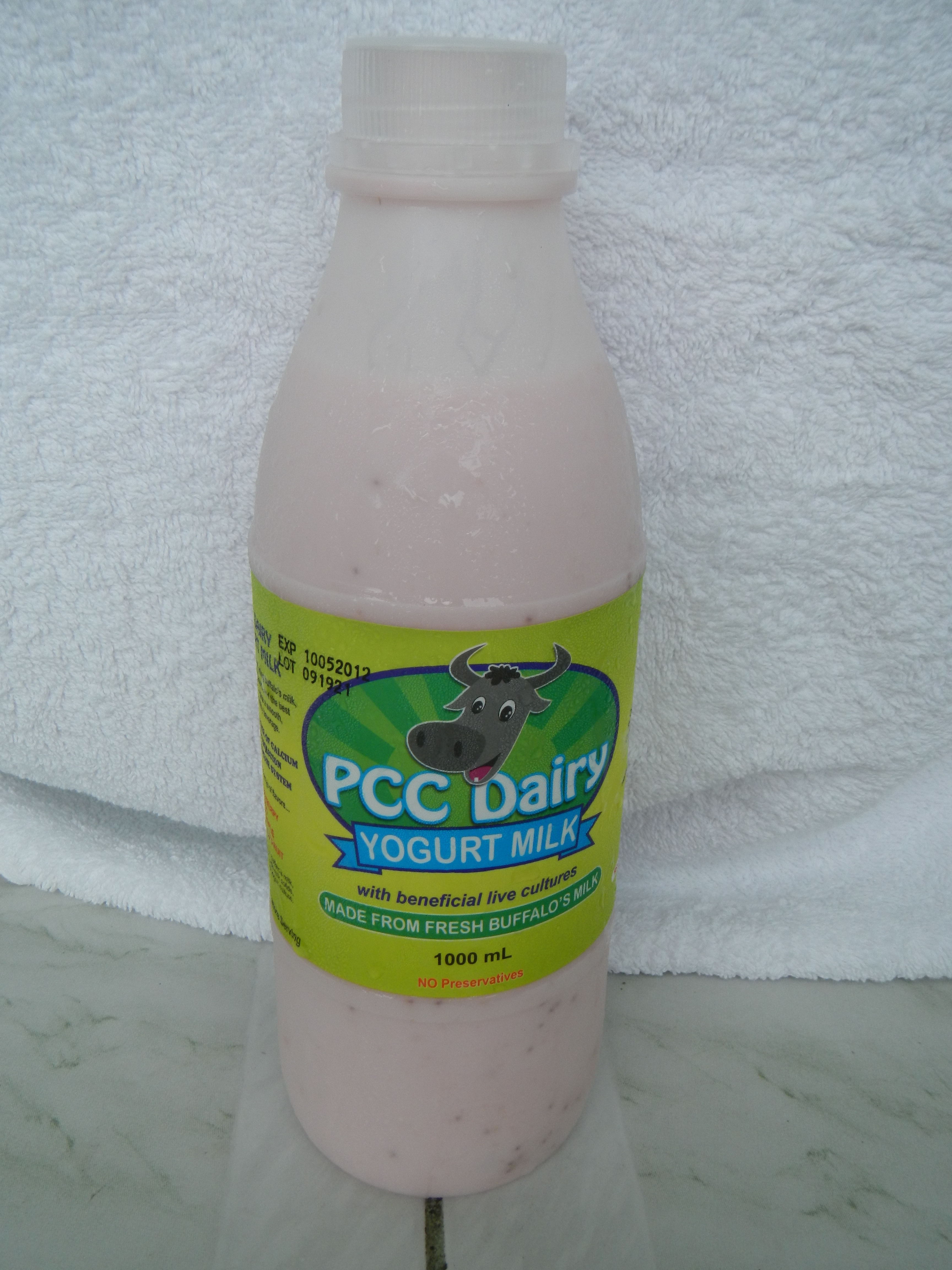
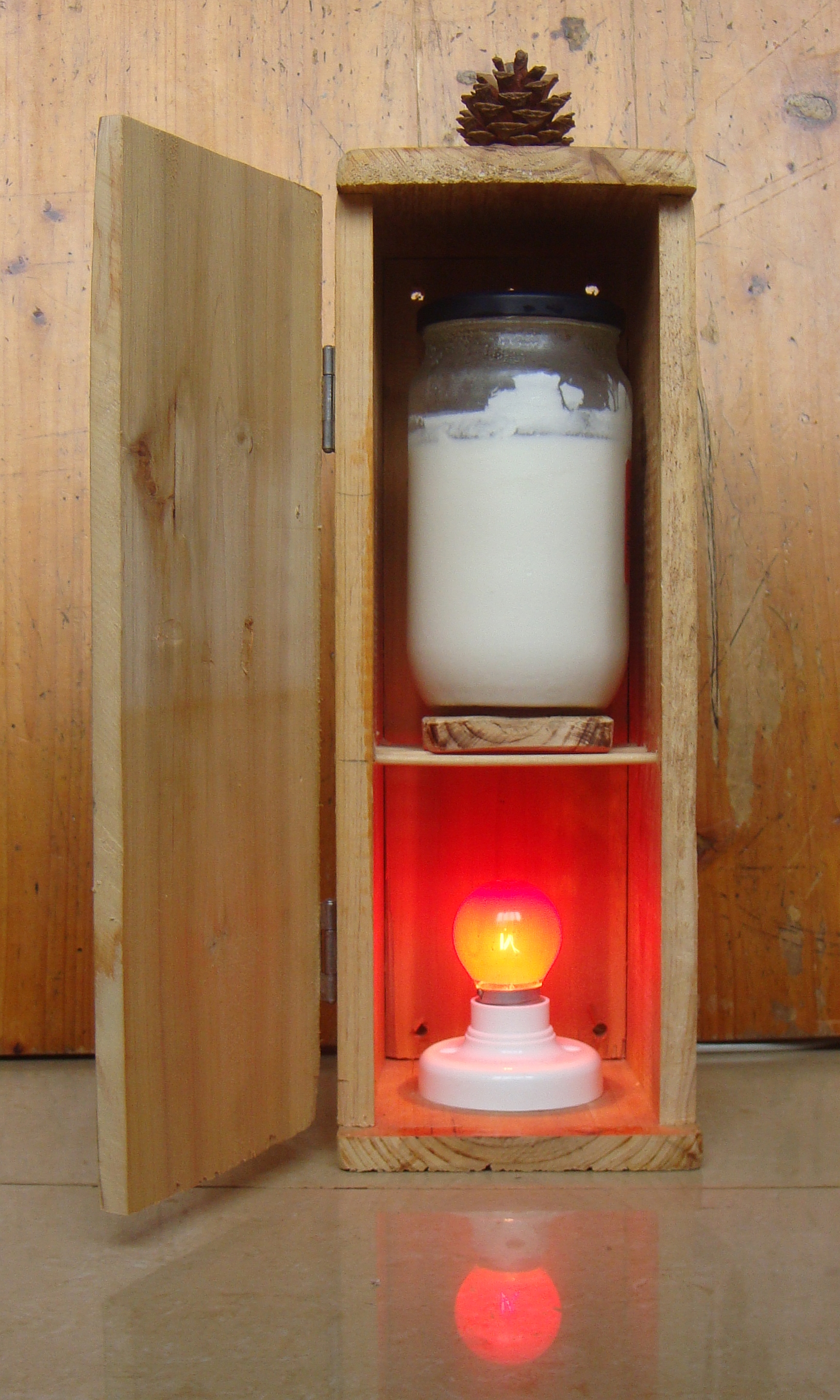

#### منتجات ألبان متخمرة أخرى
- الكفير
- فيلس
- ماتسوني
- شانكليش
- كوموس
- لاسي
- سميتانا

## وصلات خارجية
- الحليب المحمض في بلدان مختلفة - منظمة الأغذية والزراعة (بالإنجليزية)